# ASM-1
L'ASM-1, anche chiamato Type 80 Air-to-Ship Missile (in lingua giapponese Hachimaru shiki kūtaikan yūdōdan), è un missile antinave, prodotto da Mitsubishi Heavy Industries, entrato in servizio nel 1980 nella Forza di autodifesa aerea giapponese con i cacciabombardieri Mitsubishi F-1, e in seguito adottato dai McDonnell Douglas F-4EJ Kai. Da esso sono stati derivati i successivi modelli ASM-2 e SSM-1. 

## Storia del progetto

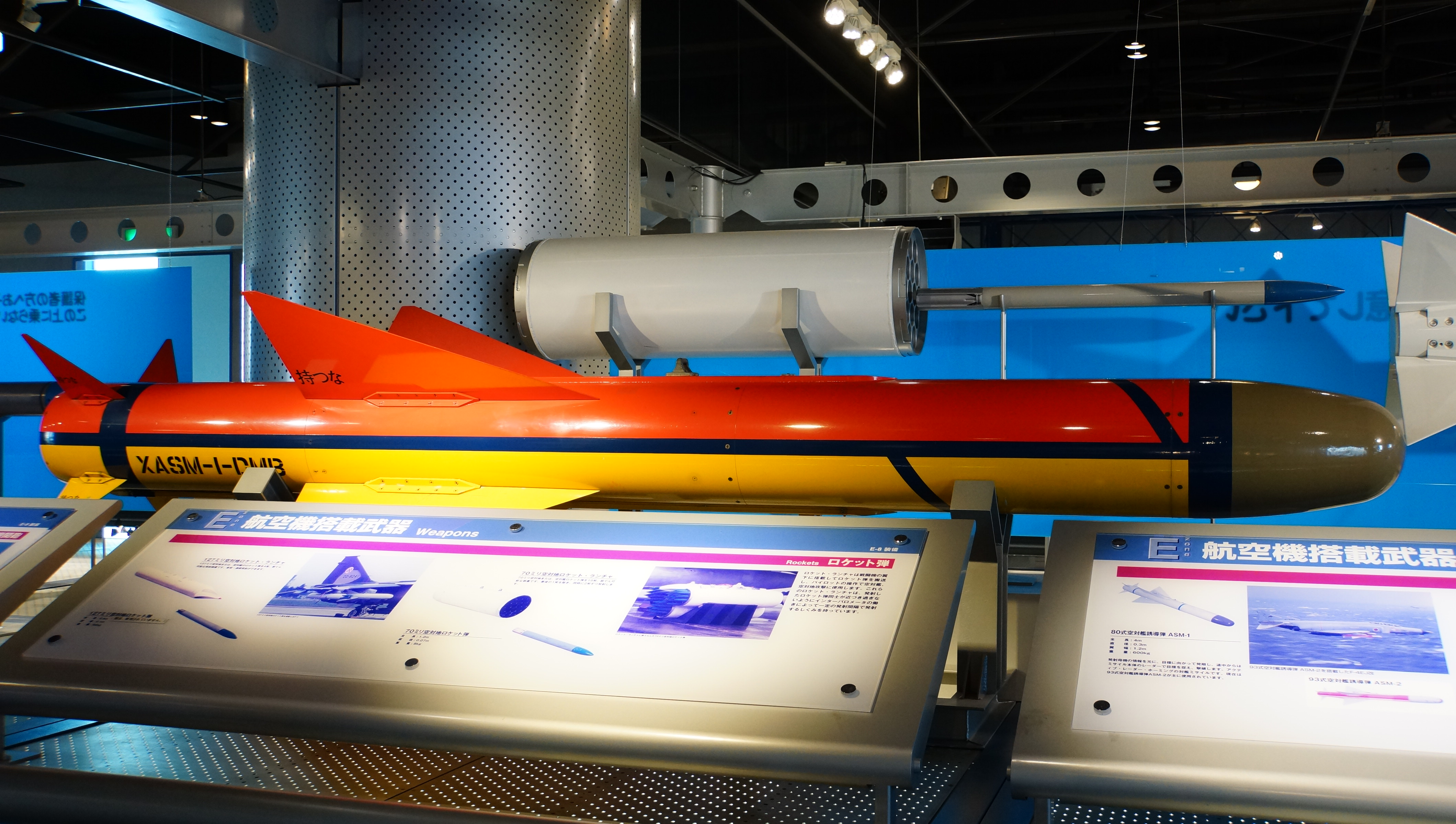
Il prototipo XASM-1 conservato presso la base aerea di Hamamatsu.

Nel 1973 il Ministero della difesa giapponese assegnò al Technical Research and Development Institute (TRDI) lo studio per un missile antinave aviolanciabile da prodursi sul territorio nazionale a cura della Mitsubishi Heavy Industries. Questo nuovo ordigno venne denominato Type 80 Air-to-Ship-Missile (in lingua giapponese Hachimaru shiki kūtaikan yūdōdan), e i primi prototipi apparvero nel 1977 con la designazione XASM-1. Il primo lancio operativo contro la vecchia fregata Kaya avvenne il 13 giugno 1979, ed ebbe pieno successo, portando all'affondamento della nave. L'arma entrò in servizio operativo nella Forza di autodifesa aerea nel corso del 1980, assegnata ai cacciabombardieri Mitsubishi F-1.  La produzione, svoltasi tra il 1980 e il 1996, portò alla realizzazione di 350 esemplari dell'ASM-1.

## Descrizione tecnica

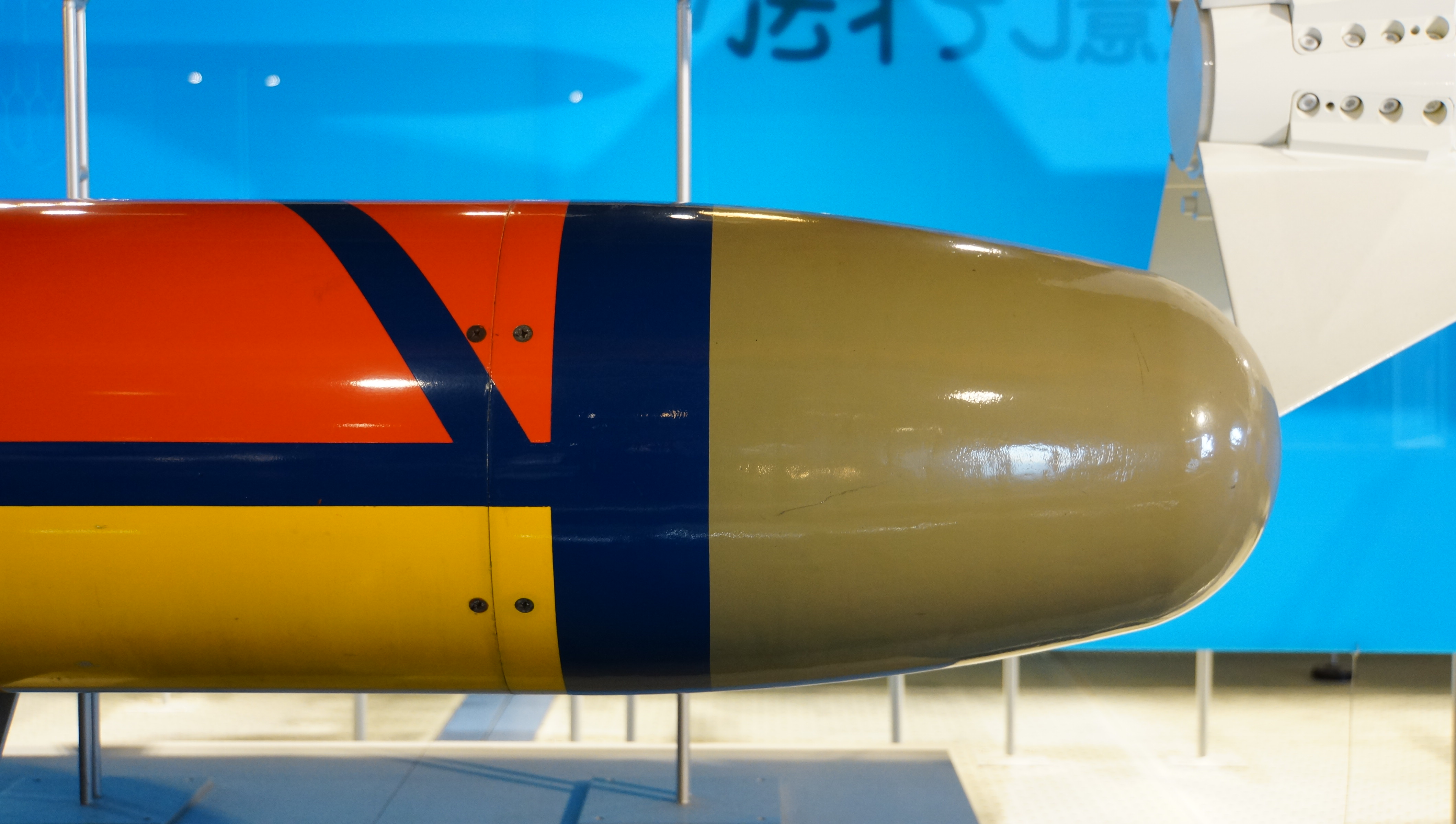
Il seeker del missile antinave ASM-1.

Il missile aria-superficie antinave aviolanciabile Mitsubishi ASM-1 ha una lunghezza di 4 m, un diametro di 35 cm, una apertura alare di 1,2 m, e un peso al lancio di 600 kg. La testata bellica semiperforante è costituita da una carica di 150 kg di esplosivo ad alto potenziale (HE), e ha la capacità di penetrare all'interno del bersaglio prima di esplodere. Il propulsore è costituito da un motore a razzo a propellente solido che permette all'arma di raggiungere una velocità massima di 1.100 km/h (Mach 0,9), e una gittata di 50 km. Il sistema di guida prevede la navigazione inerziale nella parte intermedia del volo, e un radar ARH (Active Radar Homing) installato nell'ogiva del missile per la parte terminale. il missile è caratterizzato da un profilo di volo sea-skimming a un'altitudine di 5 m sulla superficie del mare.

## Impiego operativo

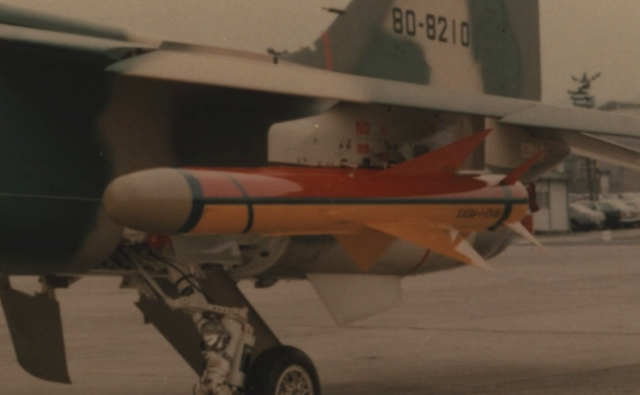
Un prototipo del missile XASM-1 agganciato a un pilone subalare di un cacciabombardiere Mitsubishi F-1.

Nel corso degli anni il suo impiego fu esteso anche ai cacciabombardieri McDonnell Douglas F-4EJ Kai. Per l'impiego a bordo dei pattugliatori marittimi Lockheed P-3C Orion a partire dal 1986 fu sviluppata una apposita versione, denominata ASM-1C (Type 91), equipaggiata con un turbogetto Mitsubishi TJM2, peso di 510 kg, e carica bellica più grande, arrivando a 260 kg. La velocità massima toccava i 1.150 km/h, mentre la gittata arrivava a 150 km. Il sistema di guida era uguale a quello del precedente ASM-1. La versione ASM-1C è stata in seguito adottata anche dal pattugliatore marittimo quadrigetto Kawasaki P-1.

## Versioni
- ASM-1C: versione destinata all'impiego sugli aerei da pattugliamento marittimo giapponesi, come il Lockheed P-3C Orion e il Kawasaki P-1. Questa versione è stata migliorata con l'adozione della propulsione a turbogetto e un raggio d'azione aumentato a 150 km.[6]

## Utilizzatori
Giappone
Kōkū Jieitai

### Annotazioni
1. ↑  Si tratta di una versione migliorata con propulsione a turbogetto, raggio d'azione aumentato a 100-180 km, sistema di guida a infrarossi e testata esplosiva più potente (225 kg di esplosivo ad alto potenziale).
2. ↑  Si tratta di una versione lanciabile da terra, specificamente sviluppata per il sistema antinave terrestre Type 88 (veicolo TEL con sei lanciatori per i missili); propulsione a turbogetto con raggio compreso tra i 150 e i 200 km, sistema di guida a radar attivo e testata da 225 kg di esplosivo ad alto potenziale.
3. ↑  Si trattava di una fregata americana classe Tacoma, trasferita al Giappone.

### Fonti
1. ↑  (EN) ASM-1, su weaponsystems.net. URL consultato l'11 novembre 2018.
2. 1 2 3  Martorella 2019, p. 41.
3. ↑  Martorella 2019, p. 40.
4. ↑  Martorella 2019, p. 49.
5. ↑  Martorella 2019, p. 46.
6. 1 2 3 4 5 6 7  Drifte 2019, p. 57.
7. ↑  Martorella 2019, p. 42.